# Трудова теория за стойността
Трудови теории за стойността (на английски: в ед. ч. labor theory of value или в множествено число – labor theories of value, LTV) са икономически теории за стойността, според които стойността на стоките е относима към труда, необходим за тяхното произвеждане.
Различни трудови теории за стойността доминирали сред класическите икономисти, включително Адам Смит и Давид Рикардо, които обаче кулуминират в социалистическите теории на Карл Маркс. Оттогава концепцията е най-често асоциирана с марксистката икономика, докато модерният мейнстрийм в икономиката заменя този подход с този за пределната полезност (вж Карл Менгер).

## Определения за стойност и труд
Според трудовата теория за стойността, стойността, без каквито и да било дефиниращи я прилагателни, би трябвало на теория да се отнася към количеството труд, необходим за производството на всяка една пазарна стока. Както Давид Рикардо, така и Карл Маркс се опитват да определят количествено и да вложат всички трудови компоненти с цел да определят реалната цена или естествената цена на стоката . За разлика от тях Адам Смит отнася стойността към търсенето и предлагането, той казва:
„Действителната цена на всяка вещ, това, което всяка вещ действително струва на онзи, който иска да я придобие, са усилието и затруднението, необходими за нейното придобиване. Това, което всяка вещ действително струва на онзи, който я е придобил и който желае да разполага с нея или иска да я размени за нещо друго, са усилието и затруднението, които тази вещ може да му спести и това, с което може да направи впечатление на другите хора.“ (Богатството на народите, книга 1, глава V)
В този смисъл, трудът при Адам Смит няма отношение към предходно извършеният труд, а това е трудът, който може да се спести, с притежаването на дадена вещ.
Потребителна стойност е приложимостта на тази стока, нейната полезност. Класическият парадокс, който е често споменаван във връзка с този вид стойност е описан от Адам Смит по следния начин:
„Трябва да се отбележи, че думата стойност има две различни значения – понякога тя изразява полезността на даден предмет, а понякога възможността за придобиване надруги вещи, предоставяна от притежанието на този предмет. Първата може да бъде наречена потребителна стойност, втората – разменна стойност. Вещите, които имат най-голяма потребителна стойност, често имат малка или нямат никаква разменна стойност и обратното.“ (Богатството на народите Книга 1, Глава IV)
Разменна стойност е количественото съотношение, което потребителната стойност от един род (дадена стока) се обменя за потребителната стойност от друг род (друга стока/и), с други думи, нейната парична стойност – цената. Тя е съотносима към труда, както обяснява Адам Смит:
„Стойността на всяка една стока... за човека, който я притежава и който възнамерява не да я използва или консумира, а да я разменя за други стоки, е равна на количеството труд, който тя му позволява да купи или поръча. Трудът следователно е истинската мярка на разменната стойност на стоките.“ (Богатството на народите Книга 1, Глава V)
Стойност (без определения) е вътрешноприсъщата ценност на предмета, която той притежава и извън условията на пазара.
Карл Маркс определя стойността на стоката чрез трета дефиниция. По негови думи стойността е „социално необходимият абстрактен труд“, въплътен в дадена стока. Според Дейвид Рикардо и другите класически икономисти тази дефиниция служи като мярка за „реалната стойност“, „абсолютната стойност“ или като „мярка за стойността“, неизменяема при промени в разпределението или технологиите.
Рикардо и Маркс започнали своите обяснения с допускането, че разменната стойност е равна или пропорционална на трудовата стойност. Те мислели, че предположението им е правилно и могат да изучават чрез него динамиката на развитие на капиталистическите общества.
Други поддръжници на трудовата теория използвали думата „стойност“ със значение на „разменна стойност“.